# Odlikovanja Kraljevine Jugoslavije
Odlikovanja Kraljevine Jugoslavije su većinom naslijeđena od Kraljevine Srbije i dodjeljivana su sve do propasti Jugoslavije. Jedan je dio odlikovanja ustanovljen tijekom postojanja Kraljevine Jugoslavije.

## Redovi
| Broj | Naziv                                                                      | Vrsta         | Vrpca      | Nadnevak osnutka |
| ---- | -------------------------------------------------------------------------- | ------------- | ---------- | ---------------- |
| 1.   | Red svetog Save                                                            | Civilno       |            | 1883.            |
| 2.   | Red jugoslavenske krune                                                    | Civilno       |            | 1930.            |
| 3.   | Red bijelog orla                                                           | Civilno Vojno |            | 1883. 1915.      |
| 4.   | Kraljevski orden Karađorđeve zvijezde Red Karađorđeve zvijezde sa mačevima | Civilno Vojno |            | 1904. 1912.      |
| 5.   | Red svetog kneza Lazara                                                    | Kraljevsko    | Samo lanac | 1889.            |